# Lynge-Eskilstrup
 For alternative betydninger, se Lynge. (Se også artikler, som begynder med Lynge)
Lynge-Eskilstrup (Ses også stavet Lynge-Eskildstrup, uden bindestreg eller bare Eskildstrup) er en landsby i Sydvestsjælland. Lynge-Eskilstrup er beliggende ca. 500 meter vest for den nordlige ende af Tystrup Sø, ca. 4 kilometer sydvest for Lynge, 8 kilometer syd for Sorø og 15 kilometer øst for Slagelse. Byen ligger i Sorø Kommune og er en del af Lynge Sogn.
Geologisk ligger Lynge-Eskilstrup nede i den subglaciale tunneldal, den såkaldte Lyngedal, der rummer Tystrup-Bavelse søerne.

## Gårde og huse i og omkring Lynge-Eskilstrup (ikke komplet liste)
- Nygaard
- Sønderkildegaard
- Viensvold
- Lillevang
- Kongskilde Mølle
- Skovbo
- Nøddelund
- Lundehuset